# Silverstoneia dalyi
Silverstoneia dalyi es una especie de anfibio anuro de la familia Dendrobatidae.

## Distribución geográfica
Esta especie es endémica del departamento del Chocó en Colombia. Habita entre los 100 y 210 m sobre el nivel del mar en la cuenca del río San Juan.

## Descripción
Los machos miden de 15 a 18 mm y las hembras de 15 a 19 mm.

## Etimología
Esta especie lleva el nombre en honor a John William Daly.

## Publicación original
- Grant & Myers, 2013: Review of the frog genus Silverstoneia, with descriptions of five new species from the Colombian Chocó (Dendrobatidae, Colostethinae). American Museum novitates, n.º 3784, p. 1-58[3]